# Роринг Спрингс (Тексас)
Роринг Спрингс (енгл. Roaring Springs) град је у америчкој савезној држави Тексас. По попису становништва из 2010. у њему је живело 234 становника.

## Демографија
Према попису становништва из 2010. у граду је живело 234 становника, што је 31 (11,7%) становника мање него 2000. године.
| Група             | 2000.       | 2010.       |
| Белци             | 237 (89,4%) | 209 (89,3%) |
| Афроамериканци    | 4 (1,5%)    | 0 (0,0%)    |
| Азијати           | 0 (0,0%)    | 0 (0,0%)    |
| Хиспаноамериканци | 22 (8,3%)   | 17 (7,3%)   |
| Укупно            | 265         | 234         |